# Мартинсвил (Охајо)
Мартинсвил (енгл. Martinsville) град је у америчкој савезној држави Охајо.

## Демографија
По попису из 2010. године број становника је 463, што је 23 (5,2%) становника више него 2000. године.
| Група             | 2000.       | 2010.       |
| Белци             | 423 (96,1%) | 441 (95,2%) |
| Афроамериканци    | 4 (0,9%)    | 6 (1,3%)    |
| Азијати           | 1 (0,2%)    | 1 (0,2%)    |
| Хиспаноамериканци | 1 (0,2%)    | 13 (2,8%)   |
| Укупно            | 440         | 463         |